# پیوند چهارگانه

ساختار شیمیایی کروم(II) استات که حاوی یک پیوند چهارگانه کروم-کروم است.

پیوند چهارگانه (به انگلیسی: Quadruple bond) نوعی پیوند شیمیایی بین دو اتم شامل هشت الکترون است. این پیوند امتدادی از انواع آشناتر پیوندهای دوگانه و پیوندهای سه‌گانه است. پیوندهای چهارگانه پایدار در میان فلزات واسطه در وسط بلوک d، مانند رنیم، تنگستن، تکنسیم، مولیبدن و کروم، رایج‌ترین هستند. به‌طور معمول لیگاندهایی که از پیوندهای چهارگانه پشتیبانی می‌کنند، اهداکننده π هستند، نه گیرنده π.

## همچنین ببینید
- پیوند کووالانسی
- مرتبه پیوند

## جهت مطالعه
- Cotton, F. A.; Harris, C. B. (1965). "The Crystal and Molecular Structure of Dipotassium Octachlorodirhenate(III) Dihydrate, K2[Re2Cl8]·2H2O". Inorg. Chem. 4 (3): 330–333. doi:10.1021/ic50025a015.

الگو:Chemical bonding theory